# 京都市聴覚言語障害センター
京都市聴覚言語障害センター（きょうとしちょうかくげんごしょうがいセンター）は、京都府京都市中京区にある聴覚障害者の情報提供施設。京都市が設置し、社会福祉法人京都聴覚言語障害者福祉協会が運営をしている。

## 沿革
- 1969年 - 当該施設の前身である京都ろうあセンターが北区千本北大路に開所する。
- 1978年 - 京都市設置条例に基づき、京都市左京区高野に開所する。
- 1998年 - 京都市中京区西ノ京の現在地に移転する。

## 業務内容
- 聴覚障害者情報提供施設
  - 聴覚障害者生活相談
  - 手話通訳者・要約筆記者・盲ろう者介助通訳者派遣
  - 手話養成

- 障害者自立支援法適用施設
  - 障害者更生訓練施設

- 介護保険法適用施設
  - 通所介護（老人デイサービス）
  - 訪問介護（ホームヘルプ）
  - 居宅支援事業
  - 地域包括支援センター（京都市委託事業）

## 関係団体
- 京都聴覚言語障害者の豊かな暮らしを築くネットワーク